# Taenaris infumata
Taenaris infumata är en fjärilsart som beskrevs av Hans Fruhstorfer 1905. Taenaris infumata ingår i släktet Taenaris och familjen praktfjärilar. Inga underarter finns listade i Catalogue of Life.